# Олефир, Игорь Родионович
И́горь Родио́нович Олефир (р. 1961) — советский и украинский волейболист, российский тренер по пляжному волейболу. Мастер спорта СССР, Мастер спорта Украины, Заслуженный работник физической культуры и спорта Украины.

## Биография
Игорь Олефир родился в 1961 году.
В 1982 году окончил Государственный институт физической культуры имени П. Ф. Лесгафта (ГДОИФК имени П. Ф. Лесгафта).
В 2002 году был играющим тренером ВК «Николаев» (Украина).
Тренер по пляжному волейболу СДЮСШОР по волейболу Александра Савина и ВК «Обнинск».
Мастер спорта СССР, Мастер спорта Украины, Заслуженный работник физической культуры и спорта Украины. Тренер высшей категории.

## Известные ученики
- Артём Ярзуткин (р. 1996) — победитель юниорского чемпионата Европы (возрастная категория U-18) по пляжному волейболу, член сборной России по пляжному волейболу.
- Олег Стояновский — Чемпион мира (2019), победитель юниорского чемпионата Европы (возрастная категория U-18) по пляжному волейболу, член сборной России по пляжному волейболу.